# عقد 130
عقد 130 هو عقد امتد بين 1 يناير 130 و31 ديسمبر 139 بحسب التقويم الميلادي. سبقه عقد 120 ولحقه عقد 140.

## مواليد
- هشام بن عمار (135)
- الإمبراطور هوان من هان (132)
- أثيناغوارس (133)
- هي جين (135)
- ديديوس جوليانوس (133)
- لوسيوس أورليوس فيروس (130)
- الإمبراطور تشي من هان (138)

## وفيات
- ثاون الأزميري (135)
- هادريان (138)
- فيبيا سابينا (136)
- تيلسفوروس (137)
- ابكتيتوس (138)
- أنطونيوس (130)
- يسطس (131)
- شمعون بار كوخبا (135)
- زانج هينج (139)

## كتب
- Yves Denis Papin (1998). Chronologie de l'histoire ancienne. Lieu de publication non identifié: Éditions Jean-paul Gisserot. ISBN:2-87747-346-5. OCLC:40746926. مؤرشف من الأصل في 2022-03-16.
- موسوعة حضارة العالم (2002) لأحمد محمد عوف.

## روابط خارجية
- تصفح سنة بسنة عقد 130 على موقع onthisday.com
- تصفح سنة بسنة عقد 130 ابتداءً من سنة عقد 130 على موقع المكتبة الوطنية الفرنسية